# Zenyatta Mondatta
Zenyetta Mondatta (geschreven als Zenyattà Mondatta op de albumhoes) is het derde studioalbum van de Britse rockband The Police, uitgebracht op 3 oktober 1980. Het album bracht de hitsingles Don't Stand So Close to Me en De Do Do Do, De Da Da Da voort. Dit album combineert elementen van rock, reggae en punk en wordt gezien als één van de meest succesvolle en invloedrijke werken van de band. 

## Achtergrondinformatie
De titel "Zenyetta Mondatta" bevat geen bestaande woorden. Dit is door de bandleden zelf bedacht, omdat ze wilden dat de titel 'leuk en lekker' klonk. De woorden zijn wel van verscheidene dingen afgeleid. Zenyatta is een combinatie van twee dingen. Het eerste deel, zen, staat ook gewoon voor zen. Het tweede deel, yatta, staat voor de Jomo Kenyatta, de eerste president van Kenia. Mondatta is eveneens afgeleid van twee dingen. Het eerste deel, Mond, is afgeleid van het Franse woord voor wereld, monde. Het tweede deel, atta, verwijst naar de titel van het vorige album Reggatta de Blanc.
De tracks op het album werden geschreven tijdens de tweede tournee van The Police en opgenomen in vier weken. De opnames vonden plaats in de Wisseloordstudio's in Hilversum. Het viel de band echter zwaar om het opnemen én het toeren te combineren. De bandleden hebben daarom vaak hun teleurstelling over het album geuit en gingen zelfs zo ver dat ze twee nummers opnieuw opnamen tijdens een korte reünie in 1986. Drummer Stewart Copeland zei over de tijdsdruk: "We hadden meer hooi op onze vork genomen dan we aankonden. We hadden het album net af om 4 uur 's ochtends op de dag dat we aan onze volgende wereldtournee begonnen. We gingen een paar uur naar bed en reisden toen naar België voor het eerste optreden. Het was erg krap".
Desondanks was "Zenyetta Mondatta" een groot succes. Het album was goed voor een nummer 1-notering in de Britse albumlijst. Ook leverde het The Police twee Grammy Awards op; ze wonnen in de categorie Rock Performance by a Duo or Group with Vocal, en in de categorie Best Rock Instrumental Performance voor de single "Don't Stand So Close to Me". The Village Voice riep het album uit tot het 28e beste album van 1980. In de Nederlandse Album Top 100 haalde het album de tweede positie.

## Tracklist
Alle nummers zijn geschreven door Sting, tenzij anders is aangegeven. Het album bestaat uit de volgende nummers:

| 1.                | Don't Stand So Close to Me                                               |                  | 4:04 |
| 2.                | Driven to Tears                                                          |                  | 3:20 |
| 3.                | When the World Is Running Down, You Make the Best of What's Still Around |                  | 3:38 |
| 4.                | Canary in a Coalmine                                                     |                  | 2:26 |
| 5.                | Voices Inside My Head                                                    |                  | 3:53 |
| 6.                | Bombs Away                                                               | Stewart Copeland | 3:06 |
| 7.                | De Do Do Do, De Da Da Da                                                 |                  | 4:09 |
| 8.                | Behind My Camel                                                          | Andy Summers     | 2:54 |
| 9.                | Man in a Suitcase                                                        |                  | 2:19 |
| 10.               | Shadows in the Rain                                                      |                  | 5:04 |
| 11.               | The Other Way of Stopping                                                |                  | 3:22 |
| Totale duur: 3:16 |                                                                          |                  |      |